# Eddie Johnson (voetballer)
Edward ("Eddie") Johnson (Bunnell, 31 maart 1984) is een Amerikaanse voetballer die bij voorkeur als aanvaller speelt. Hij verruilde in 2014 Seattle Sounders voor DC United.

## Clubcarrière
Johnson werd in de tweede ronde van de MLS SuperDraft 2001 geselecteerd door Dallas Burn. Hij kreeg weinig speeltijd in zijn eerste drie jaar bij de club en was erg inconsistent wanneer hij dat wel kreeg. In januari 2005 bood het Portugese Benfica vijf miljoen dollar voor Johnson maar zowel MLS als Johnson zelf weigerde.
Johnson maakte op 14 februari 2006 de overstap van FC Dallas naar Kansas City Wizards. Johnsons vorm liet in 2006 en 2007 te wensen over; hij scoorde slechts twee keer in 2006. In 2007 ging het echter beter met Johnson. Hij scoorde 12 goals en gaf 3 assists in zijn eerste 11 wedstrijden. Op 2 juni 2007 werd hij de eerste speler die twee wedstrijden achter elkaar een hattrick scoorde. Hij maakte drie doelpunten tegen New York Red Bulls, na de week daarvoor al een hattrick te hebben gemaakt tegen New England Revolution.
In juli 2007 namen de geruchten over een overstap van Johnson naar de Engelse Premier League steeds meer toe. Derby County FC leek aan het langste eind te trekken nadat een bod van 6 miljoen dollar geaccepteerd werd. Het was echter Johnson zelf die de transfer annuleerde aangezien hij liever het seizoen bij Kansas City Wizards wilde afmaken. Op 23 januari 2008 tekende hij een drieënhalfjarig contract bij het Engelse Fulham FC.
In augustus 2008 werd hij verhuurd aan Championship club Cardiff City. Hij maakte zijn debuut voor de club in een 2-1-overwinning op Milton Keynes Dons FC in de League Cup. Zijn competitiedebuut maakte hij vier dagen later in een 0-0 gelijkspel tegen Sheffield United. Johnson had in het begin van het seizoen problemen met het behouden van zijn goede vorm. Naarmate het seizoen vorderde hervond hij echter zijn vorm en scoorde hij zijn eerste goal in Engeland in een 3-0-overwinning op Doncaster Rovers FC. Johnson keerde terug naar Fulham voor het seizoen 2009/2010. In de voorbereiding van het seizoen scoorde hij in een vriendschappelijke wedstrijd tegen het Australische Melbourne Victory.
Op 31 december 2009 werd Johnson verhuurd aan het Griekse Aris FC voor het vervolg van het seizoen. Hij maakte zijn debuut voor Aris op 13 januari 2010 tegen Asteras Tripoli. In totaal scoorde Johnson vijf keer tijdens zijn verhuurperiode bij de club.
Op 31 januari 2011 werd Johnson verhuurd aan de Championship-club Preston North End FC. Zijn periode bij Preston was echter onsuccesvol nadat hij na 16 wedstrijden geen doelpunten had gemaakt. Op 22 december 2011 werd bekend dat Johnson had getekend bij het Mexicaanse Puebla. Later bleek echter dat Johnson slechts trainde met de club en geen contract bij ze had getekend.
Na een onrustige periode in Engeland, waar hij voortdurend werd verhuurd, keerde Johnson op 17 februari 2012 terug naar de Verenigde Staten. Hij werd geselecteerd door Montreal Impact maar werd vrijwel meteen al naar Seattle Sounders gestuurd in ruil voor Mike Fucito en Lamar Neagle. Bij Seattle hervond Johnson zichzelf weer. Hij werd een belangrijke doelpuntenmaker voor de club en werd in 2012 geselecteerd voor het MLS All-Star team dat met 3-2 won van het Engelse Chelsea. Johnson zelf scoorde in die wedstrijd de beslissende 3-2. Johnson leidde in 2012 Sounders' topscorerslijst met 14 doelpunten. Voor zijn goede spel werd hij als 'Comeback Player of the Year' bekroond.
Tegen het einde van het MLS seizoen in 2013 maakte Johnson bekend dat hij een beter contract wilde. Na een doelpunt tegen Columbus Crew vierde hij zijn doelpunt door in de camera Pay me!, Pay me! te roepen. Het gelimiteerde salarisbudget van Seattle Sounders dwong de club er echter toe Johnson te laten gaan. Op 17 december 2013 tekende hij dan ook bij DC United. Zijn debuut maakte hij op 9 maart 2014 tegen Columbus Crew.

## Interlandcarrière
Johnson was succesvol in de jeugdteams van de Verenigde Staten. Hij maakte op 9 oktober 2004 zijn debuut voor de Amerikaanse ploeg in een WK-kwalificatiewedstrijd tegen El Salvador. Vier dagen later scoorde hij in zijn tweede wedstrijd een hattrick tegen Panama. In totaal scoorde hij zeven doelpunten in zijn eerste zes kwalificatieduels.
Johnson was lid van de Amerikaanse selecties voor het Wereldkampioenschap voetbal 2006, de Copa América in 2007 en de CONCACAF Gold Cup in 2007. Johnson was echter geen lid van het team dat meedeed aan het Wereldkampioenschap voetbal 2010 in Zuid-Afrika en het duurde daarna bijna 3 jaar voordat Johnson weer meedeed in een wedstrijd voor de Verenigde Staten.
Hij maakte zijn comeback in een kwalificatieduel voor het WK 2014 tegen Antigua en Barbuda. In de uitwedstrijd tegen dezelfde tegenstander scoorde hij beide goals voor de VS in een 2-1-overwinning. Op 28 juli 2013 won hij met de Verenigde Staten de Gold Cup. Hij werd echter gepasseerd voor het WK voetbal 2014 in Brazilië.